# Canoagem nos Jogos Olímpicos de Verão de 2016 - K-4 1000 m masculino

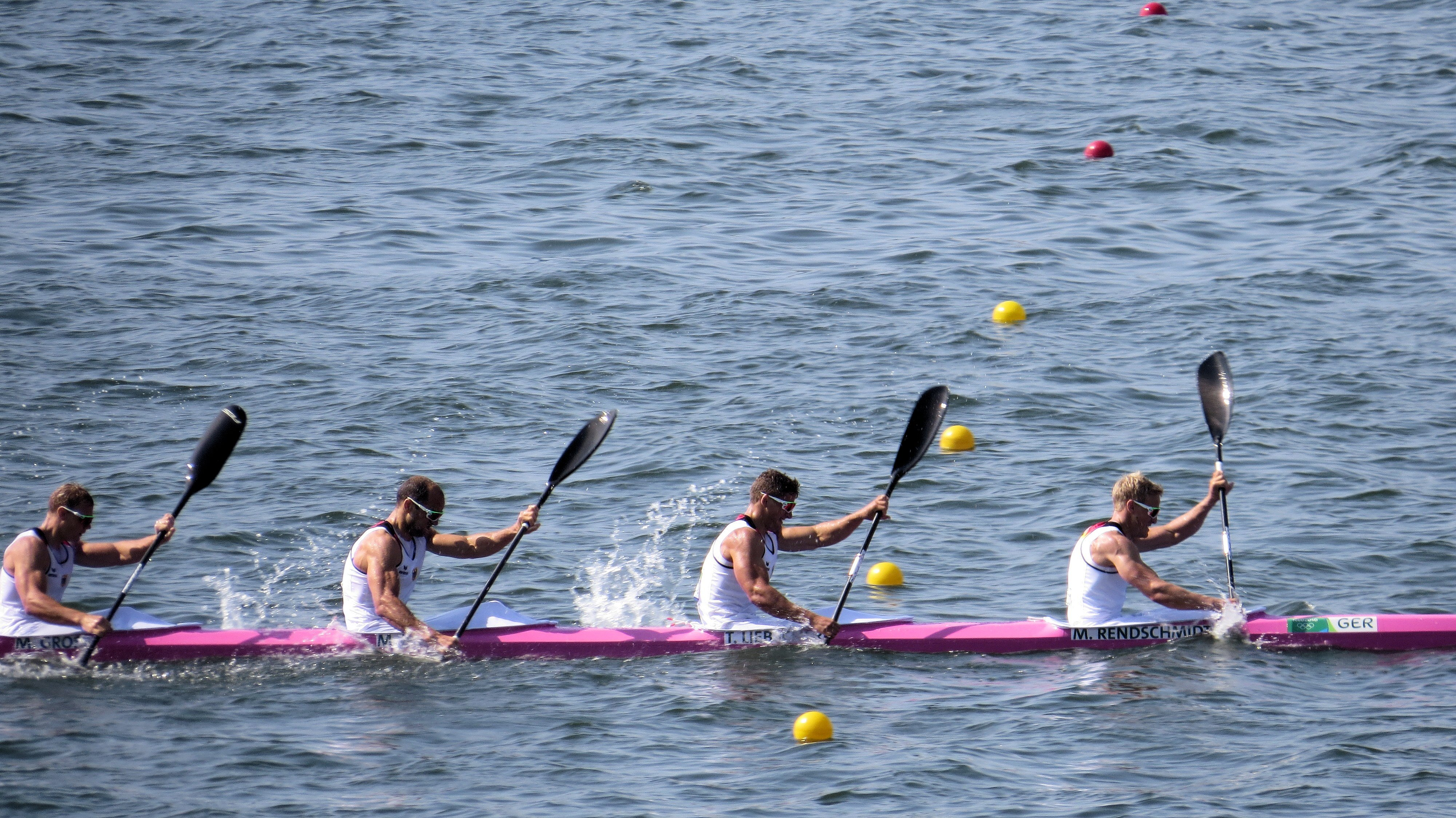
Quarteto alemão conquistou a medalha de ouro.

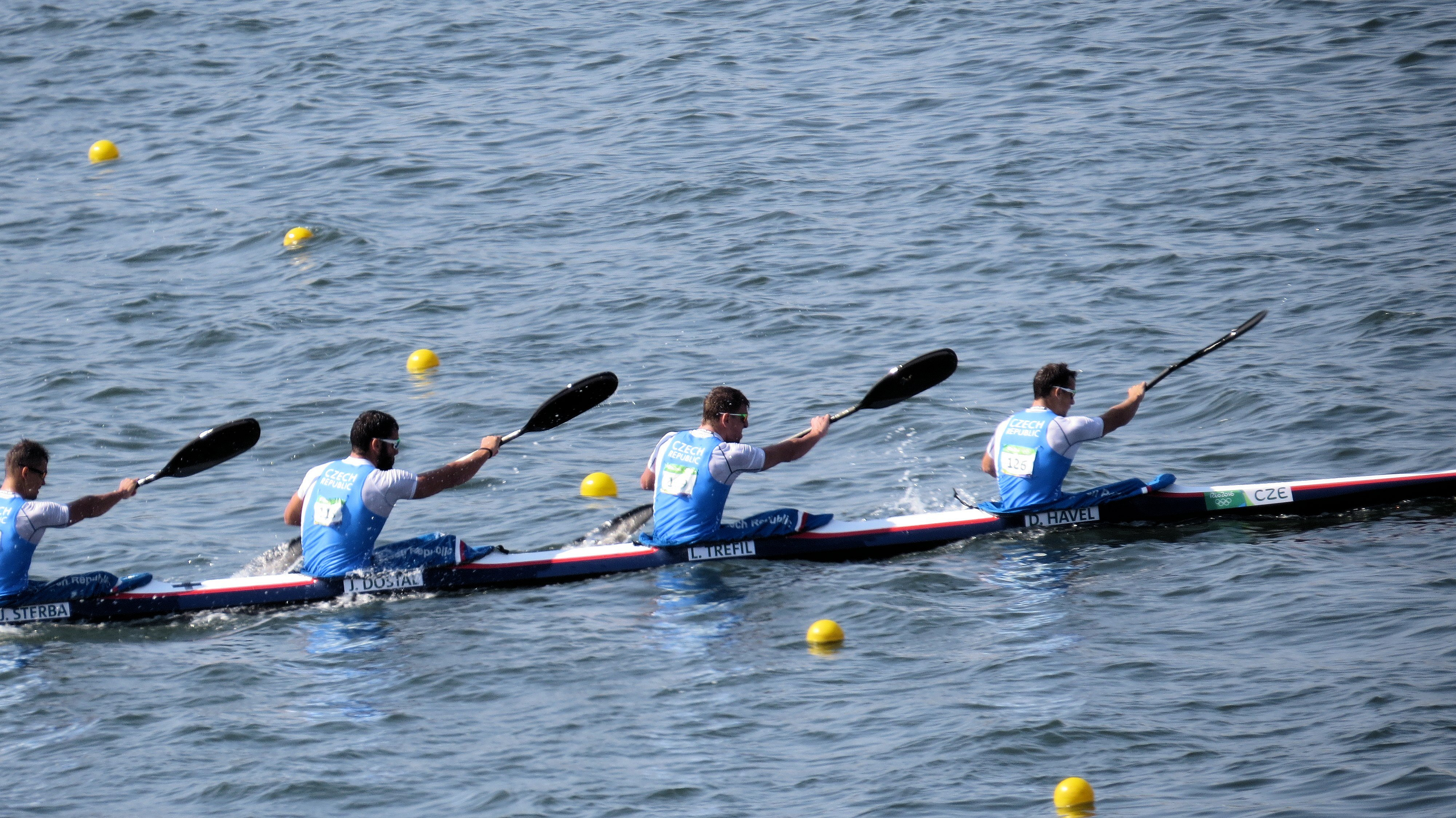
Barco da República Checa ficou com o bronze.

A competição do K-4 1000 m masculino da canoagem nos Jogos Olímpicos de Verão de 2016 realizou-se nos dias 19 (provas eliminatórias e semifinais) e 20 de agosto (finais), no Estádio da Lagoa.

## Calendário
Horário local (UTC-3)
| Dia          | Horário | Fase          |
| ------------ | ------- | ------------- |
| 19 de agosto | 09:51   | Eliminatórias |
| 19 de agosto | 10:51   | Semifinal     |
| 20 de agosto | 10:04   | Final         |

## Medalhistas
|  | GER Alemanha                                        |  | SVK Eslováquia                                |  | CZE Chéquia                                       |
|  | Max Rendschmidt Tom Liebscher Max Hoff Marcus Gross |  | Denis Myšák Erik Vlček Juraj Tarr Tibor Linka |  | Daniel Havel Lukáš Trefil Josef Dostál Jan Štěrba |

## Resultados

### Eliminatórias
Os melhores canoístas de cada bateria avança para a final A, os demais disputam as semifinais.

#### Bateria 1
| Pos. | Canoísta                                                                | CON             | Tempo    | Notas |
| ---- | ----------------------------------------------------------------------- | --------------- | -------- | ----- |
| 1    | Max Rendschmidt Tom Liebscher Max Hoff Marcus Gross                     | GER Alemanha    | 2:52.836 | FA    |
| 2    | Denis Myšák Erik Vlček Juraj Tarr Tibor Linka                           | SVK Eslováquia  | 2:55.628 | SF    |
| 3    | Ken Wallace Riley Fitzsimmons Jacob Clear Jordan Wood                   | AUS Austrália   | 2:55.666 | SF    |
| 4    | Fernando Pimenta Emanuel Silva João Ribeiro David Fernandes             | POR Portugal    | 3:01.498 | SF    |
| 5    | Arnaud Hybois Étienne Hubert Sébastien Jouve Cyrille Carré              | FRA França      | 3:02.376 | SF    |
| 6    | Roberto Maehler Vagner Souta Celso Oliveira Gilvan Ribeiro              | BRA Brasil      | 3:04.804 | SF    |
| 7    | Ilya Golendov Andrey Yerguchyov Sergii Tokarnytskyi Alexandr Yemelyanov | KAZ Cazaquistão | 3:04.883 | SF    |

#### Bateria 2
| Pos. | Canoísta                                                            | CON                 | Tempo    | Notas |
| ---- | ------------------------------------------------------------------- | ------------------- | -------- | ----- |
| 1    | Daniel Havel Lukáš Trefil Josef Dostál Jan Štěrba                   | CZE República Checa | 2:52.027 | FA    |
| 2    | Daniel Dal Bo Juan Ignacio Cáceres Gonzalo Carreras Pablo de Torres | ARG Argentina       | 2:55.103 | SF    |
| 3    | Javier Hernanz Rodrigo Germade Óscar Carrera Íñigo Peña             | ESP Espanha         | 2:55.514 | SF    |
| 4    | Kirill Lyapunov Vasily Pogreban Roman Anoshkin Oleg Zhestkov        | RUS Rússia          | 2:56.662 | SF    |
| 5    | Tibor Hufnágel Benjámin Ceiner Attila Kugler Tamás Somorácz         | HUN Hungria         | 3:00.369 | SF    |
| 6    | Marko Tomićević Milenko Zorić Dejan Pajić Vladimir Torubarov        | SRB Sérvia          | 3:05.272 | SF    |
| 7    | Nicola Ripamonti Giulio Dressino Alberto Ricchetti Mauro Crenna     | ITA Itália          | 3:10.266 | SF    |

### Semifinal
Os três melhores barcos de cada grupo avançam para a final A, o restante disputa a final B.

#### Semifinal 1
| Pos. | Canoísta                                                                | CON             | Tempo    | Notas |
| ---- | ----------------------------------------------------------------------- | --------------- | -------- | ----- |
| 1    | Ken Wallace Riley Fitzsimmons Jacob Clear Jordan Wood                   | AUS Austrália   | 2:58.222 | FA    |
| 2    | Fernando Pimenta Emanuel Silva João Ribeiro David Fernandes             | POR Portugal    | 2:58.233 | FA    |
| 3    | Marko Tomićević Milenko Zorić Dejan Pajić Vladimir Torubarov            | SRB Sérvia      | 2:59.636 | FA    |
| 4    | Ilya Golendov Andrey Yerguchyov Sergii Tokarnytskyi Alexandr Yemelyanov | KAZ Cazaquistão | 3:00.592 | FB    |
| 5    | Tibor Hufnágel Benjámin Ceiner Attila Kugler Tamás Somorácz             | HUN Hungria     | 3:00.645 | FB    |
| 6    | Daniel Dal Bo Juan Ignacio Cáceres Gonzalo Carreras Pablo de Torres     | ARG Argentina   | 3:00.952 | FB    |

#### Semifinal 2
| Pos. | Canoísta                                                        | CON            | Tempo    | Notas |
| ---- | --------------------------------------------------------------- | -------------- | -------- | ----- |
| 1    | Denis Myšák Erik Vlček Juraj Tarr Tibor Linka                   | SVK Eslováquia | 2:59.362 | FA    |
| 2    | Javier Hernanz Rodrigo Germade Óscar Carrera Íñigo Peña         | ESP Espanha    | 3:00.237 | FA    |
| 3    | Arnaud Hybois Étienne Hubert Sébastien Jouve Cyrille Carré      | FRA França     | 3:00.896 | FA    |
| 4    | Kirill Lyapunov Vasily Pogreban Roman Anoshkin Oleg Zhestkov    | RUS Rússia     | 3:01.065 | FB    |
| 5    | Nicola Ripamonti Giulio Dressino Alberto Ricchetti Mauro Crenna | ITA Itália     | 3:03.868 | FB    |
| 6    | Roberto Maehler Vagner Souta Celso Oliveira Gilvan Ribeiro      | BRA Brasil     | 3:09.220 | FB    |

### Final

#### Final B
| Pos. | Canoísta                                                                | CON             | Tempo    | Notas |
| ---- | ----------------------------------------------------------------------- | --------------- | -------- | ----- |
| 1    | Kirill Lyapunov Vasily Pogreban Roman Anoshkin Oleg Zhestkov            | RUS Rússia      | 3:06.825 |       |
| 2    | Ilya Golendov Andrey Yerguchyov Sergii Tokarnytskyi Alexandr Yemelyanov | KAZ Cazaquistão | 3:08.715 |       |
| 3    | Tibor Hufnágel Benjámin Ceiner Attila Kugler Tamás Somorácz             | HUN Hungria     | 3:10.388 |       |
| 4    | Daniel Dal Bo Juan Ignacio Cáceres Gonzalo Carreras Pablo de Torres     | ARG Argentina   | 3:12.621 |       |
| 5    | Roberto Maehler Vagner Souta Celso Oliveira Gilvan Ribeiro              | BRA Brasil      | 3:13.337 |       |
| 6    | Nicola Ripamonti Giulio Dressino Alberto Ricchetti Mauro Crenna         | ITA Itália      | 3:14.399 |       |

#### Final A
| Pos.              | Canoísta                                                     | CON                 | Tempo    | Notas |
| ----------------- | ------------------------------------------------------------ | ------------------- | -------- | ----- |
| Medalha de ouro   | Max Rendschmidt Tom Liebscher Max Hoff Marcus Gross          | GER Alemanha        | 3:02.143 |       |
| Medalha de prata  | Denis Myšák Erik Vlček Juraj Tarr Tibor Linka                | SVK Eslováquia      | 3:05.044 |       |
| Medalha de bronze | Daniel Havel Lukáš Trefil Josef Dostál Jan Štěrba            | CZE República Checa | 3:05.176 |       |
| 4                 | Ken Wallace Riley Fitzsimmons Jacob Clear Jordan Wood        | AUS Austrália       | 3:06.731 |       |
| 5                 | Javier Hernanz Rodrigo Germade Óscar Carrera Íñigo Peña      | ESP Espanha         | 3:06.768 |       |
| 6                 | Fernando Pimenta Emanuel Silva João Ribeiro David Fernandes  | POR Portugal        | 3:07.482 |       |
| 7                 | Arnaud Hybois Étienne Hubert Sébastien Jouve Cyrille Carré   | FRA França          | 3:07.488 |       |
| 8                 | Marko Tomićević Milenko Zorić Dejan Pajić Vladimir Torubarov | SRB Sérvia          | 3:10.241 |       |